# 大阪サイレン製作所
株式会社大阪サイレン製作所（おおさかサイレンせいさくしょ）は、緊急車両（主に消防関係）に搭載されるサイレンアンプや回転灯などを製造している日本の会社。通称、大阪サイレン。

## 事業所
- 本社工場：京都府京田辺市草内操毛33-1

## 沿革
- 1929年（昭和4年）7月1日：上岡製作所として創業。
- 1956年（昭和31年）7月1日：株式会社大阪サイレン製作所を設立。

前身の上岡製作所は大阪市で創業。株式会社設立当時は、現在の東大阪市に本社があった。1998年、京田辺市に工場を設立し、2011年に本社も京田辺市に移転した。

## 主な製品
- 警光灯
- 照明器具
- 電子サイレン装置
- 電子機器
- 防災救助用品
- 車両用アルミシャッター

緊急車両用のサイレンは、1932年に消防車用のハンドサイレンを手掛けたのが最初。かつては警察・消防・救急が同じようなサイレン音を出していたが、1960年代に警察から「変わった音」の要望があり、ピーポー音と呼ばれる救急車用サイレンを開発。ヨーロッパの緊急車両用サイレンがヒントになっているという。1970年から1972年にかけて、日本の救急車のサイレン音がピーポー音に切り替わった。2017年時点で、救急車のサイレンで全国シェアの約50%、消防車のサイレンで全国シェアの60～70%を、大阪サイレン製作所が占める。